# ISZU–152
Az ISZU–152 (oroszul: ИСУ–152) a Szovjetunió által gyártott, az ISZ–1 harckocsi alvázára épített, 152 mm-es ágyúval felszerelt nehéz önjáró löveg volt, amelyet a második világháború utolsó szakaszában alkalmazott először a Vörös Hadsereg. A háború utáni időszakban más országok hadseregeiben is megjelent, bevetették a Közel-Keleten az arab–izraeli háborúkban, de az 1956-os forradalom harcaiban is. A Szovjet Hadseregben az 1970-es évek közepén kezdték el a kivonását . A járművek többségét a cseljabinszki Kirov Gyár (napjainkban: Cseljabinszki Traktorgyár) gyártotta, de a háború után rövid ideig a leningrádi Kirov Gyár is készített belőle kisebb mennyiséget. Az ISZU–152-vel teljesen megegyező kialakítású az ISZU–122 önjáró löveg, amelytől csak a beépített fegyverzetben különbözik. A jármű átalakított változatát az R–11 és az R–17 harcászati ballisztikus rakéták szállító-indító járműveként is alkalmazták.

## Neve
Közvetlen elődje a SZU–152-es rohamlöveg volt, melyben a „SZU” jelzés a Szamohodnaja Usztanovka  (Самоходная Установка) orosz kifejezést rövidíti, amely magyarul önjáró löveget jelent, míg a szám az ágyú űrméretét jelzi. Azonban a SZU–152-vel ellentétben ez a jármű már nem KV–1-es, hanem ISZ–1-es alvázra épült, mely Joszif Sztálin monogramját viseli nevében. A két név összevonásából született az ISZU típusjelzés.
A szovjet katonák nem hivatalosan általában csak Zveroboj (Зверобой ) néven emlegették. A szó jelentése ebben az esetben Vadölő [зверь + бой (бить)], utalva a Párducok és Tigrisek legyőzőjére.

## Története
Az ISZU–152 története 1943. január 24-éig nyúlik vissza. Ezen a napon ugyanis kigördült a cseljabinszki 100. számú gyárból az akkor még Objekt 263-as (Объект 236) névre hallgató első prototípusa a SZU–152-nek (СУ–152). Február 14-én, azt követően, hogy a jármű sikerrel végezte a próbafutásokat, megrendeltek egy egész sorozatot belőle. A jármű ekkor a KV–14 (КВ–14) jelzést kapta. Végleges nevét pedig az év áprilisában kaphatta meg. Később azonban a harctéren bizonyos hiányosságok merültek fel az alvázzal kapcsolatban, illetve a KV alvázakat is elkezdték fokozatosan kivonni a gyártásból, ezért szükségszerűvé vált a revizionálása a rohamlövegnek.
Így már május 25-én megrendelés érkezett a javított jármű kifejlesztésére, amelynek gyártását még decemberben meg is kezdték. Az új jármű immáron ISZ–1-es (ИС–1) alvázra épült, átdolgozott, megerősített frontpáncéllal.

## Konstrukció

A legénység pozíciója: 1. Sofőr 2. Parancsnok 3. Tüzér 4. Lövegzár üzemeltető 5. Töltő.

Az ISZU–152 követte a Tüzérségi Bizottság által már korábban megszabott felépítmény rendszert. A jármű elejében helyezkedik a küzdőtér és a lövedéktároló, míg annak hátuljában a motor és a sebességváltó. Az ágyút a jármű közepétől kicsivel jobbra tolva helyezték el és mindkét irányba 12°-os szögben lehetett mozgatni. A 4–5 fős személyzetből hárman (vezető, irányzó és töltő) az ágyútól balra helyezkedett el, míg a maradék 1–2 ember, azaz a parancsnok és opcionálisan a lövegzár üzemeltetője, az ágyútól jobbra.
Oldalanként 12 torziós rugó kötötte össze a hat–hat futógörgőt és a járműtestet. A felépítményen belül három üzemanyag tartály helyezkedett el, kettő a küzdőtérben, egy a motor mellett. Ezen felül opcionálisan még négy külső üzemanyagtartály is felszerelhető volt. A harckocsi négy akkumulátorral rendelkezett, melyeket egy 1 kW-os generátor táplált.
A jármű védelmét szolgálta két PPS géppisztoly közel 1500 lőszerrel és további 20 db repesz-kézigránát is.

## Változatok

### ISZU–152BM
1944 áprilisában egy megnövelt erejű ISZU–152-est kezdtek el fejleszteni a 100. számú gyárban. Ez lett az ISZU–152–1 avagy ISZU–152BM, mely névben a "BM" az orosz Большой Мощности kifejezést, azaz "Nagy Teljesítményt" rövidíti. Az első számú feladata az lett volna, hogy az olyan hihetetlenül erősen páncélozott német harckocsikat is semlegesíteni tudja, mint az Elefánt vagy a Jagdtiger.
A jármű egy BL-8-as, hosszú csövű, 152,4 milliméteres ágyúval készült, amely az tank alaptípusától eltérően nem tarack ágyú volt. Az ágyú hatótávolsága mintegy 18 és fél kilométer volt, a lövedéke pedig 43 kg-ot nyomott. A fegyver teljes hossza 8 méterre rúgott, azonban a hatékonysága megkérdőjelezhetetlen: két kilométeres távolságon képes volt átlőni 203 mm-es páncélokat.
Mindezek ellenére az ágyú bizonyos meghibásodásokkal és megbízhatatlansági problémákkal rendelkezett,ezek alapvetően a csőszájféket és a lövegzárat érintették. Továbbá a 8 méteres hossza, illetve a jármű orrában elhelyezett kialakítás miatt nagyban csökkentette a jármű manőverezési képességeit is.

### ISZU–152–2
Az ISZU–152BM problémái után a fejlesztők nem adták fel a  próbálkozást egy erősebb tűzerejű jármű létrehozására és a harckocsit BL–10-es ágyúval szerelték fel. Ez az ágyú mintegy 700 mm-rel rövidebb volt a BL–8-asnál, továbbá egy módosított csőszájféket és félig-automatizált lövegzárat is kapott. További különbség a két ágyú között, hogy a BL–10, 500 méterrel  rövidebb lőtávval rendelkezett.
1944 decemberében el is kezdődtek a jármű tesztelései, azonban ezek során hibák adódtak: a fegyvercső nem bizonyult elég erősnek, míg a vízszintes irányítási szög elégtelen volt. Az ágyú további fejlesztésekre vissza lett küldve, azonban nem készült el a háború befejezése előtt.
A háború után végül elkészült az ISZU–152–2 végső verziója, ám ez már sosem került sorozatgyártásba.

### ISZU–152K

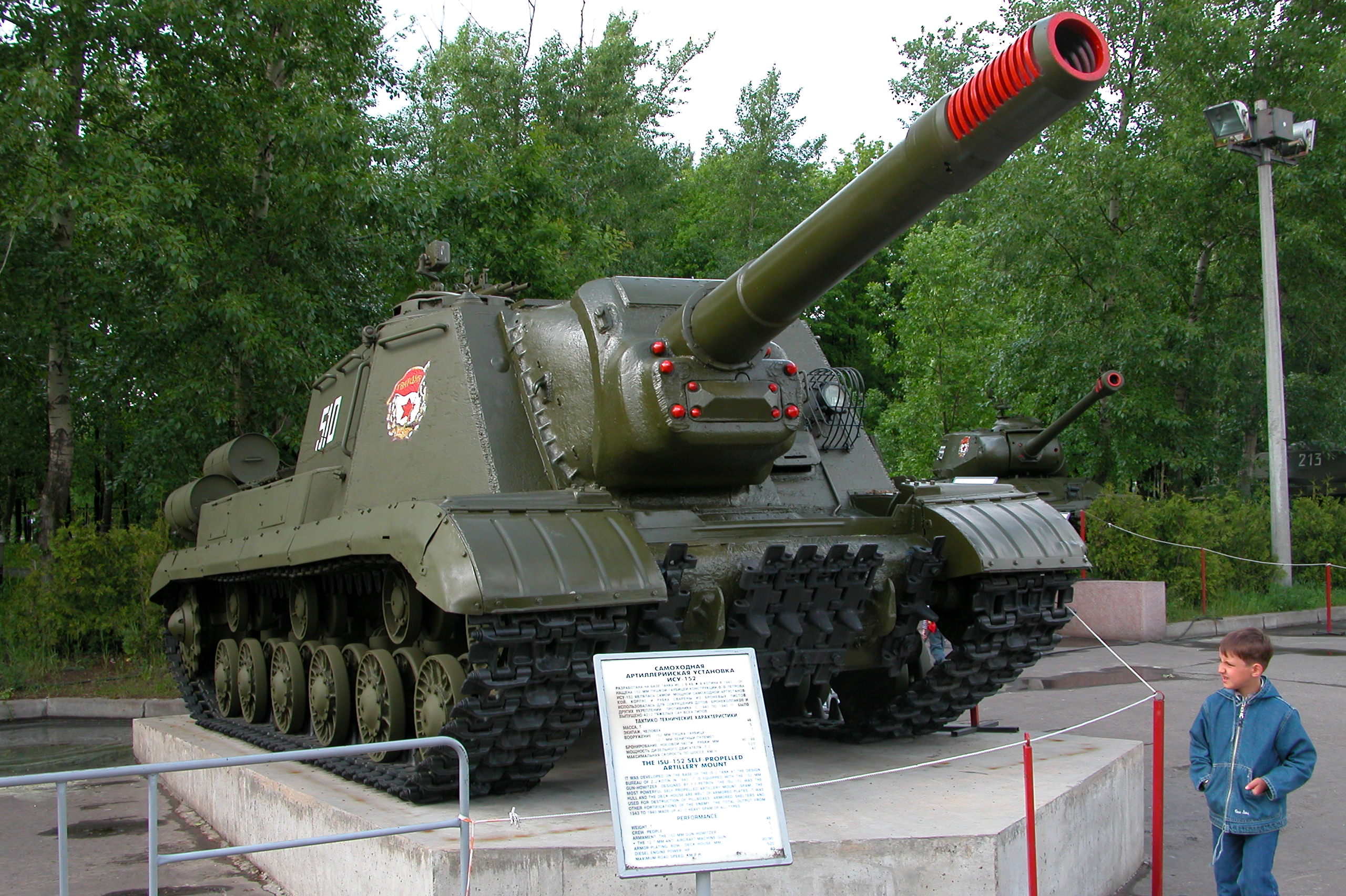
ISZU-152K, A moszkvai Győzelem Parkban

Az ISZU–152, 1956-ban elkészített modernizált verziója, amely a T–54-es harckocsik 800 lóerős, vízhűtéses motorjával lett felszerelve. A belső üzemanyag tartály 920 literesre növekedett, ezzel plusz 500 kilométert adva a jármű hatótávolságához. A raktározható lőszerek száma 21-ről 30-ra növekedett. Új parancsnoki kupolát és további kitekintő nyílásokat is kapott. Az alváz több elemet átemelt a T–10-es harckocsiéból, míg a felépítmény kiegészítő páncél elemeket kapott.

### ISZU–152M
A harckocsi utolsó verziója, amely 1959-ben tovább vitte az ISZU–152K fejlesztéseit. A gyártása párhuzamosan folyt az ISZ–2M típuséval. A járművet felszerelték éjjellátóval, megnövelt lőszer raktározási lehetőségekkel és egy sor, belső automatizálással. A K-altípushoz hasonlóan ez a jármű is V–54K motorral lett felszerelve, azonban ennél a járműnél elhagyták a vízhűtést.

## Alkalmazása
Az ISZU–152-est három különböző célra használták: nehéz páncélvadász, nehéz önjárólöveg és nehéz rohamlöveg feladatkörök ellátására. A 152 mm-es ágyúhoz egy sor különböző célú lőszert használtak, amelyek súlya 43 és 56 kg között mozgott. Használták gyalogság és harckocsi támogatásra, valamint erődítmények bevételére is.

### Nehéz rohamlöveg
Rohamlövegként jelentős szerepük volt az olyan elhúzódó városi harcokban, mint amilyenek Königsberg, Budapest és Berlin ostroma alatt alakultak ki. A 90-től 120 mm-ig terjedő döntött homlokpáncél kielégítő védelmet adott a legtöbb német páncéltörő ágyúval szemben, míg a 152 mm-es ágyúja nagy hatóerejű robbanó lövedékével szinte bármin át tudott törni. Ha más harckocsikat kellett támogatnia – amelyek ekkor már általában ISZ típusú nehéz harckocsik voltak – akkor azok mögött 100–200 méterrel haladt.
Hogy utcai harcokban elkerüljék a járművek Panzerfausttal történő elpusztítását, általában két gyalogos egység kísérte őket. Legtöbbször voltak közöttük mesterlövészek is, hogy minél előbb semlegesíteni tudják az ellenséget. Ha ilyesfajta védelmet nem kapott a jármű, akkor azt az ellenség könnyűszerrel meg tudta kerülni és hátulról vagy a tetején keresztül ki tudta lőni.

### Nehéz páncélvadász
Bár eredetileg nem ilyen célokra tervezték, a harcszíntéren kiderült, hogy könnyűszerrel el tudott bánni a legpáncélozottabb német harckocsikkal, beleértve a Királytigrist és az Elefántot. A lövedékek puszta súlya miatt az ágyú nagy távolságon kifejezetten pontatlannak bizonyult ugyan, ráadásul csak percenként 1–3 lövés leadását tette lehetővé. Ugyanakkor találat esetén képes volt leszakítani a Tigris tank tornyát, de minimum – a robbanás erejénél fogva – elpusztítani bármilyen páncélos felfüggesztését, teljesen mozgásképtelenné téve azt. Sok esetben a robbanólövedék nem volt képes átütni az ellenséges jármű páncélját, azonban ilyen esetekben minimum súlyosan megsebesítette, de inkább azonnal megölte annak legénységét. Azok a legénységek, amelyek túlélték az ISZU–152 lövését, az esetek jelentős részében arra kényszerültek, hogy mielőbb elhagyják a járművüket.

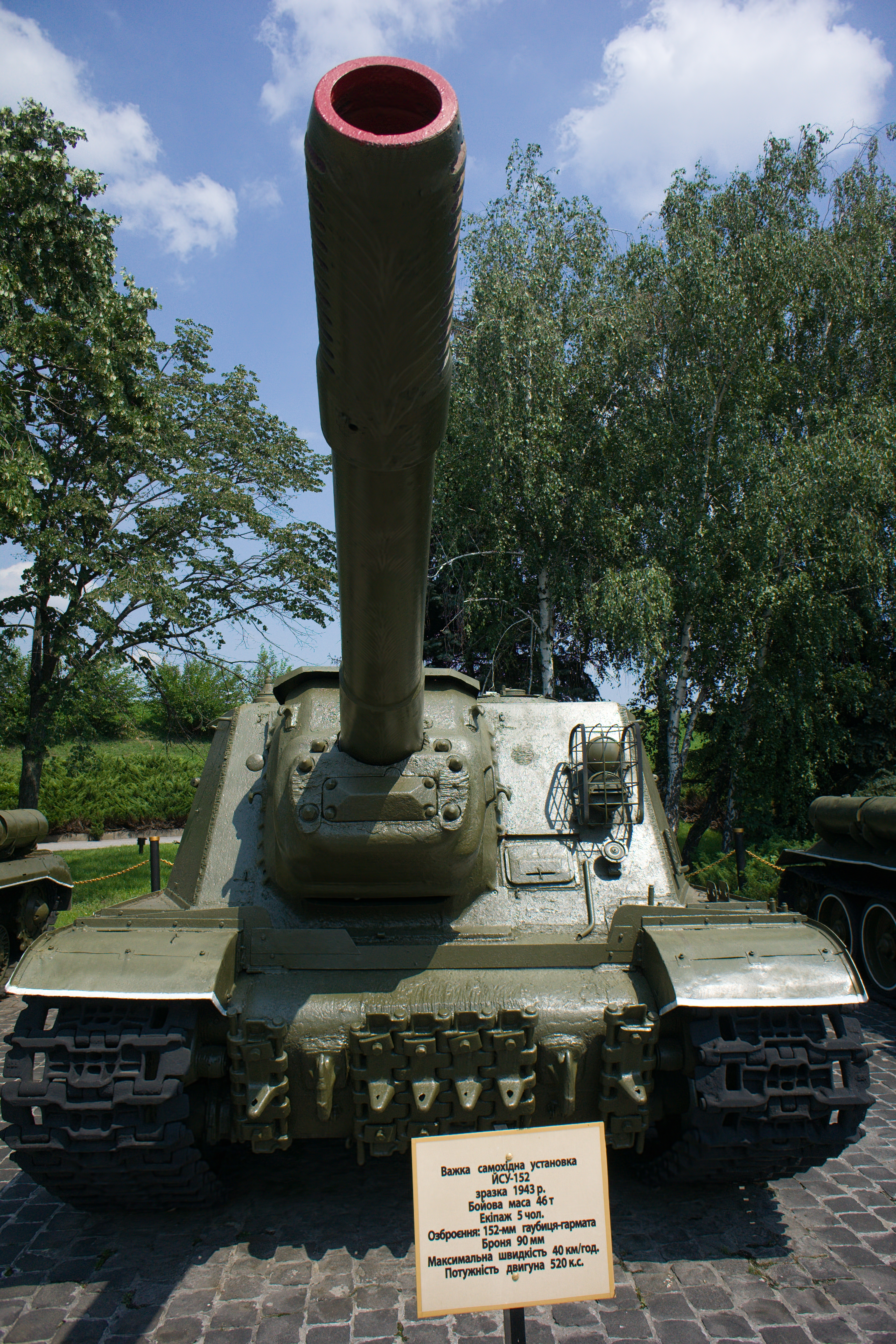
A félelmetes páncélvadász, szemből

A kurszki csatát követően kifejlesztettek egy erősebb tankelhárító lövedéket ugyan, de ennek előállítása drágának bizonyult, míg a hatékonysága csak minimálisan volt jobb az általánosan használt lövedéknél.
A jármű 90 mm-es, döntött frontpáncélja tökéletes védelmet nyújtott a németek legelterjedtebb, 75 mm-es KwK 45-ös ágyújával szemben, de még a rettegett 88 mm-es KwK 36-os ágyúval szerelt Tigris tanknak is minimum közepes távra meg kellett közelítenie az ISZU–152-t, ahhoz, hogy kárt tudjon tenni benne. Ezzel azonban már sebezhetővé tették magukat még a T–34–85-ösök ágyúival szemben is.
Mindent összevetve azonban az ISZU–152 önmagában nem tudta megállni a helyét mint páncélvadász. Ahhoz, hogy hatékonyan tudja az ilyen célú feladatokat elvégezni, 4–5 harckocsiból álló kötelékben kellett alkalmazni őket. Ennek fő oka, hogy 3 lövésnél többet a legtapasztaltabb legénység sem tudott leadni vele egy percen belül, míg a németek páncélvadászai ugyanennyi idő alatt akár 8-szor is képesek voltak tüzelni. Azonban ilyen pár tankból álló csapatokban már jelentős erőt és hatékonyságot képviseltek, ami miatt a német alakulatokban rettegés alakult ki a járművek láttán.

### Nehéz tüzérség
Ugyan az alacsony tűzgyorsasága és relatíve rövid lőtávolsága nem helyezte automatikusan az önjáró löveg kategóriába, a szovjet hadsereg mégis használta ilyen célokra. Elsősorban tüzérségi előkészítésre és gyalogsági támogatásra, mivel az ISZU-n kivül ilyen célra szinte csak vontatott tüzérséget tudtak alternatívaként használni, az pedig rendkívül sebezhetőnek bizonyult a csatatéren.

## Problémái, hiányosságai
Egyik legnagyobb hibája, hogy csak csekély mennyiségű lőszer tárolására volt képes. Legjobb esetben mindössze 21 lőszert lehetett a harckocsi belsejében szállítani, ezért sok esetben a jármű „hátsó fedélzetére” erősítették a további muníciót. További probléma volt a lőszerekkel kapcsolatban a puszta súlyuk. Az általában 40, de esetenként 50 kg-ot nyomó lőszerek utántöltése több, mint 40 percet vett igénybe és csak rendkívüli fizikumú emberek tudták a műveletet véghez vinni adott időn belül.
Ezen felül problémát okozott a rövid- és hosszútávú teleszkópok közötti váltás, amely a legénység életébe kerülhetett éles szituációban.

## Alkalmazó országok

### Szovjetunió
Elsősorban a második világháború utolsó időszakának harcaiban alkalmazta először a Vörös Hadsereg, azonban ezután is hosszan hadrendben maradt, egyes példányai még az '56-os harcokban is részt vettek.

### Csehszlovákia
A háborút követően, a szovjet barátság jegyében egy pár példányt átadtak a Csehszlovák Néphadsereg számára, amelyek egészen az 1950-es évek végéig szolgáltak.

### Egyiptom

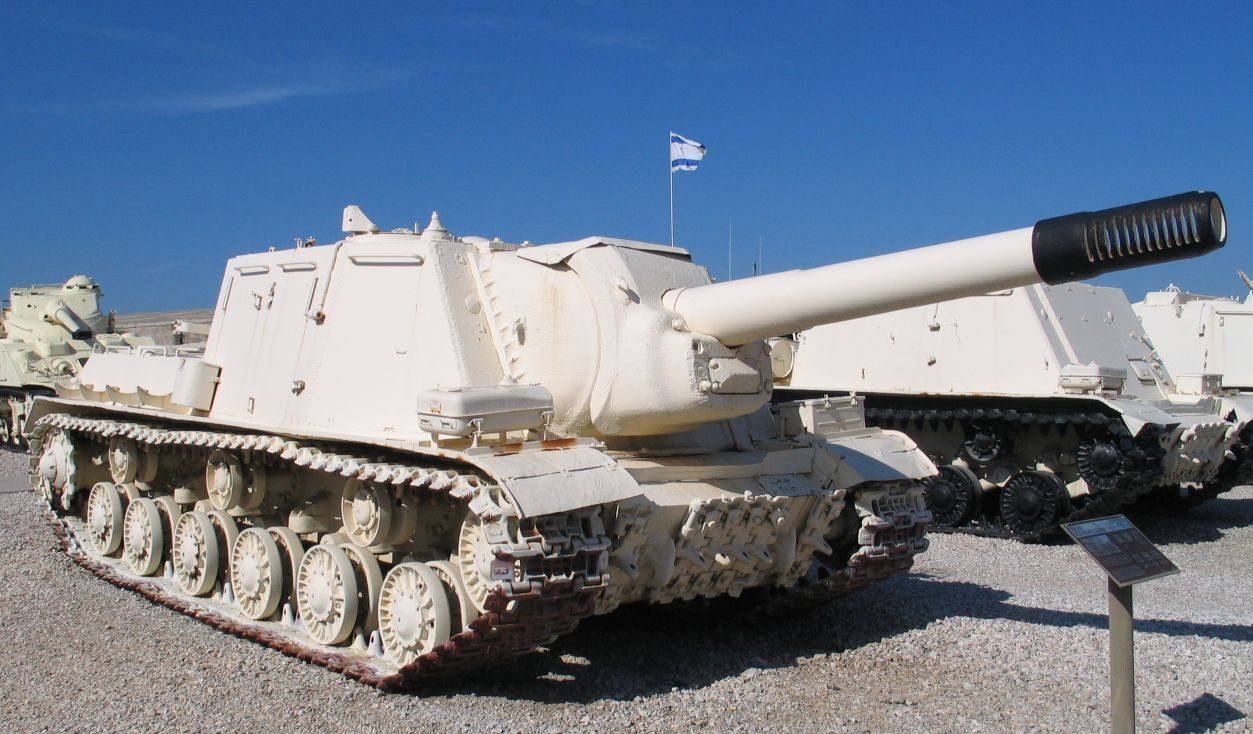
Az egyik izraeli kézbe került példány

Az 1960-as években egy egész ezrednyi ISZU–152-est bocsátottak az egyiptomi hadsereg részére, amelyek részt vettek az egyiptomi–izraeli háborúkban, azonban csak csekély sikereket tudtak elérni. Több példány Izrael kezére került.

### Észak-Korea
A Koreai háború alatt és után, ismeretlen ideig a Koreai Néphadsereg is használt néhány példányt.

### Finnország
1944 júniusában a Folytatólagos háború során két járművet is elfoglaltak, ám csak az egyiket használták a szovjetek ellen. Ezt a példány végül a legénysége a csatatéren hagyta, miután kezelési ismeretek hiányában nem tudták felvenni a versenyt T–34–85-ösökkel szemben.

### Irak

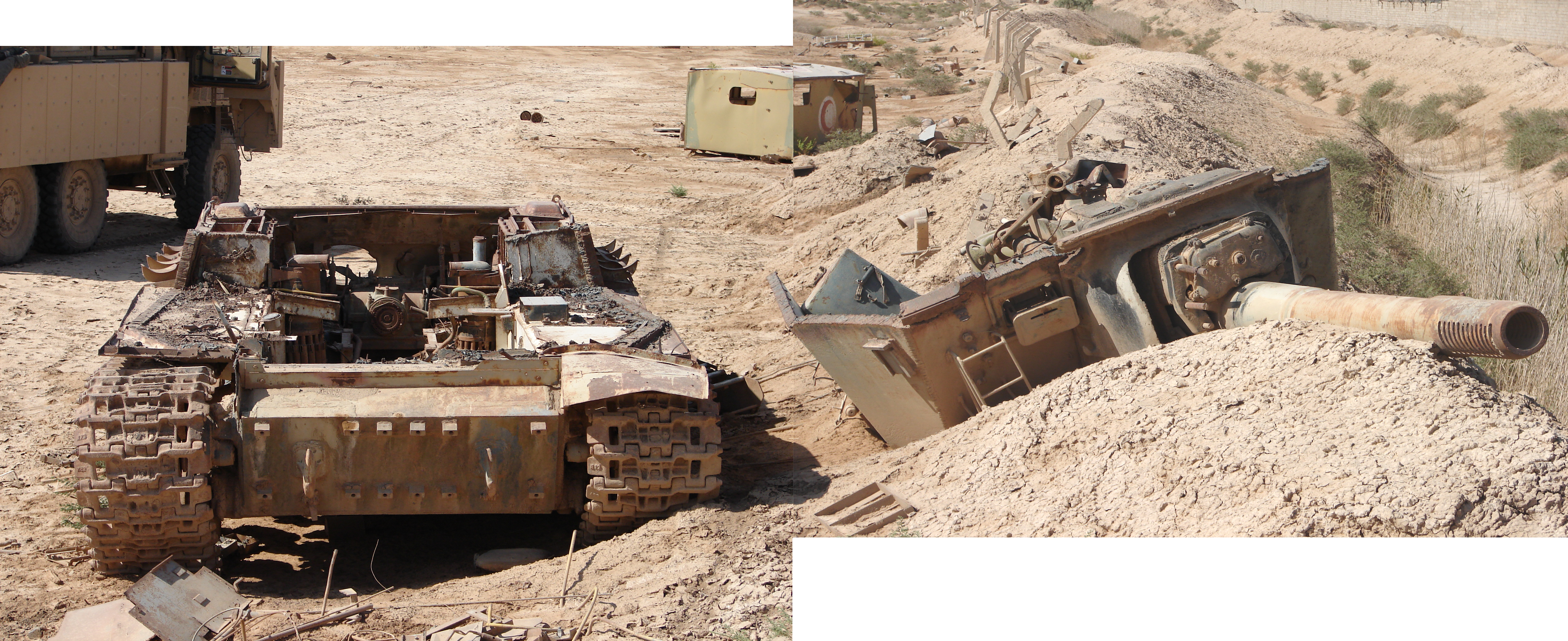
Egy Irakban kilőtt jármű roncsa.

Egyes példányok, iraki kötelékben még az irak–iráni, az 1990-es kuvaiti invázió és az 1991-es Öbölháborúban is feltűntek.

### Jugoszlávia
A Vörös Hadsereg egyik hadtestje 1944-ben hátrahagyott egy példány Jugoszláviában, melyet 1946-ban helyreállítottak és gyakorló harckocsiként használtak. Később a jármű nyugdíjazása után célpontnak használták és szétlőtték.

### Kína
1955-ben a Szovjetunió, egy 10 éves megszállási időszak után kivonult a kínai Talien tartományból, ahol egy sor hadieszközt hátrahagytak. Többek között 67 db ISZU–152-est is, amelyek közül 45-öt megvásárolt a Kínai Népi Felszabadító Hadsereg.

### Lengyelország

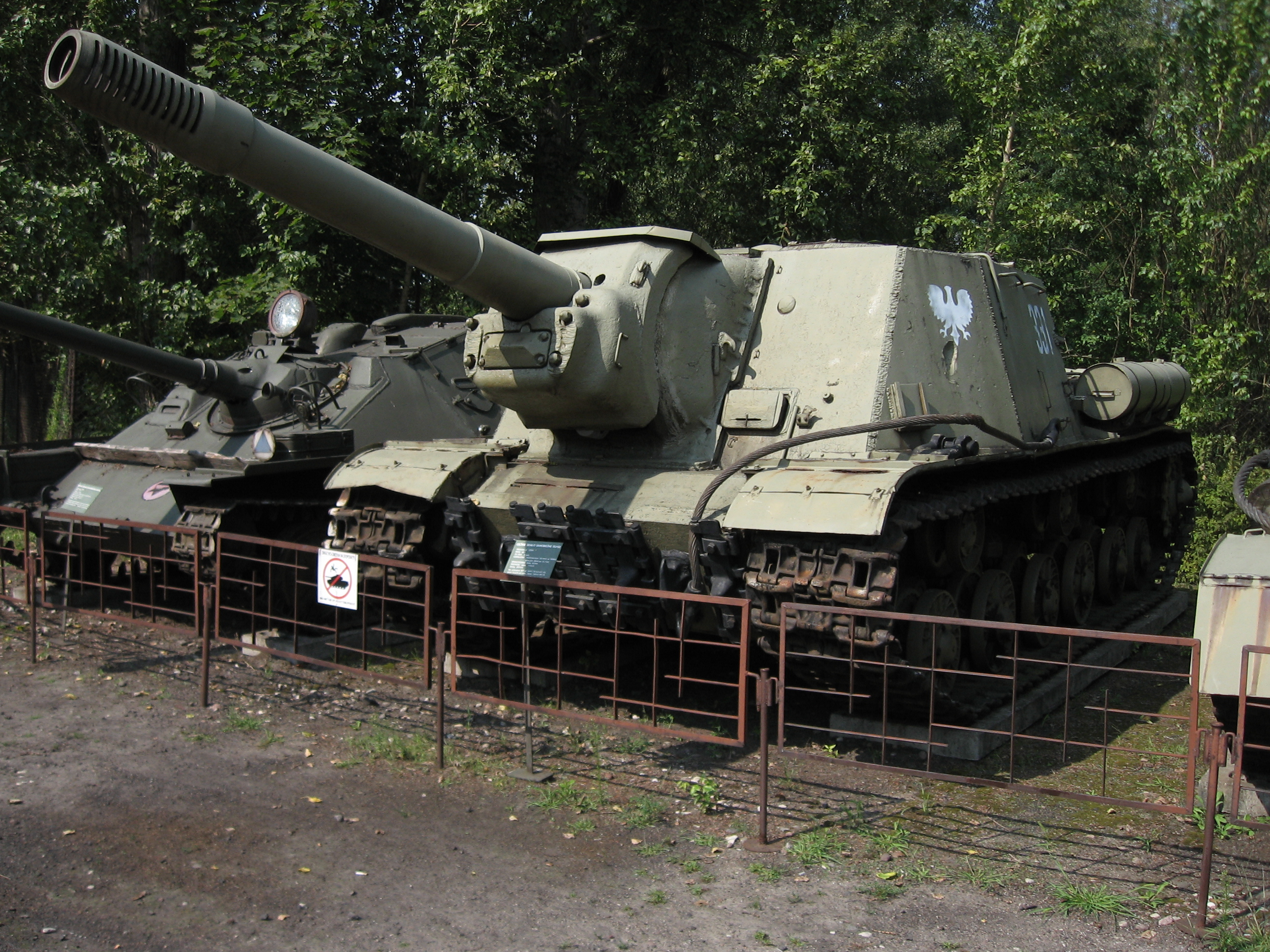
Az ISZU–152 egyik lengyel példánya Varsóban

Még a háború folyamán, 1944-ben a Lengyel Népi Hadsereg is kapott 30 db ISZU–152-est, amelyek segítségével nem sokkal később meg is alakították a 25. Önjáró löveg Ezredet, ebben 10 db ISZU–152 és 22 db SZU–122 szolgált. Ez az Ezred, az 1. Lengyel Harckocsi Hadtest kötelékében (T–34-esekkel és T–34–85-ösökkel kiegészülve) részt vett a Lengyelország délnyugati részén folyó harcokban a németek ellen.
A szovjetektől kapott harckocsik még Berlin ostromában is részt vettek és egészen az 1960-as évekig szolgálatban maradtak.

### Románia
Az 1950-es évek folyamán a Román Hadsereg kapott néhány tucatot a harckocsiból, melyeket az 5., 7. és 57. harckocsi osztályok kötelékében használtak, T–152 néven.

## Fordítás
- Ez a szócikk részben vagy egészben  az   ISU-152 című angol Wikipédia-szócikk ezen változatának fordításán alapul.  Az eredeti cikk szerkesztőit annak laptörténete sorolja fel. Ez a jelzés csupán a megfogalmazás eredetét és a szerzői jogokat jelzi, nem szolgál a cikkben szereplő információk forrásmegjelöléseként.